# Op weg naar het Imperium
Op weg naar het Imperium is een geschiedkundig non-fictieboek van historicus David Engels.
In het boek vergelijkt Engels de evolutie van de Romeinse Republiek naar het Romeinse Keizerrijk met de evolutie van de Europese Unie op het einde van de 20e en het begin van de 21e eeuw. Engels ontwaart in beide een identiteitscrisis die leidt tot een meer autocratische regeringsvorm.

## Werkwijze
Engels maakt gebruik van statistische informatie van Eurostat en van empirische gegevens en teksten van statistische instellingen van de belangrijkste Europese lidstaten. Hij vergelijkt die gegevens met de literaire en geschiedkundige geschriften van mensen die in de laat-Romeinse Republiek leefden waaronder Cicero, Dionysius van Halicarnassus, Polybius, Tacitus, Gaius Musonius Rufus, Juvenalis, Cornelius Nepos, Titus Livius, Sextus Propertius, Seneca, Cassius Dio, Petronius, Lucretius, Horatius, Valerius Maximus, Dio Chrysostomus, Cato, Appianus, Sallustius, Quintus Tullius Cicero, Plutarchus, Posidonius en Flavius Josephus.

## De gelijkenissen
1. Zowel de kosmopolitische laat-Romeinse republiek als het multiculturele Europa laten de etnisch-culturele homogene staat achter zich. Massa-immigratie en het verlies van een leidende cultuur leiden tot vreemdelingenhaat.
2. Beide zien hun bevolking krimpen door eenzelfde visie op zwangerschap, geboorte, kindertijd, opvoedingsidealen en door een dalende koopkracht. De bevolkingsinkrimping zorgt voor druk op het welzijn en de solidariteit.
3. Het traditionele gezinsbeeld wordt aangetast door het gelijkheidsideaal en het daaruit volgende individualisme. Dit leidt tot hoge scheidingspercentages en nieuw samengestelde gezinnen waardoor kinderen zich niet meer met hun familie identificeren.
4. Het streven naar een evenwichtig leven uit zowel het Europese christendom als de Romeinse mos maiorum maakt plaats voor het nastreven van de eigen carrière en een op brood en spelen beluste maatschappij. Hierdoor verdwijnt de loyaliteit tussen de burgers onderling.
5. Het christendom en het republikeinse polytheïsme worden door respectievelijk het verlichtingsdenken en de rationalistische hellenistische filosofie aangevallen. Ze worden vervangen door respectievelijk de New-Age beweging en islam, en oriëntaalse culten of door atheïsme en agnosticisme. De gezamenlijke spirituele identiteit verdwijnt.
6. De antieke en moderne globalisering leidt tot de idealisering van de ander en het verdwijnen van het eigen cultuurgoed ten voordele van een kosmopolitisch humanistisch syncretisme.
7. De onbegrensde bescherming van de persoonlijke vrijheid leidt tot een door zijn complexiteit onwerkbaar geworden rechtssysteem. De burgers verliezen hun vertrouwen in de rechtvaardigheid en de doeltreffendheid ervan.
8. Zowel in de res publica Romana als in de hedendaagse democratie voelt de burger die enkel nog materiële belangen nastreeft zich overvraagd en houdt ermee op politiek actief te zijn. Een technocratie installeert zich, gelegitimeerd door ideologisch gelijkgeschakelde partijen.
9. De staat wordt een steeds ondoorzichtiger instituut en de burgerlijke vrijheden worden herleid tot holle woorden die in vergelijking met de belofte van materiële voordelen geen betekenis meer hebben in de economische en zingevingscrisis.
10. Het vervangen van plichten door rechten, de dictatuur van het politiek correcte en de infantilisering van de burger leiden tot een staat die zich steeds passiever en defensiever opstelt waardoor de burgers aan het bestaansrecht ervan gaan twijfelen.
11. De waardering voor het pacifisme lijkt in eerste instantie verschillend in de Romeinse en Europese samenleving. Doch de agressie heeft zich verlegd van rechtstreekse oorlogen tussen staten naar terrorisme. Het gevoel van bedreiging en de roep om een gezamenlijke defensie blijft.
12. Solidariteit is niet meer gebaseerd op culturele loyaliteit en maakt de grensgebieden rechteloos. Wat begon met een vrije toetreding eindigt in het onder voogdij geplaatst worden.

## Conclusie
Volgens Engels wordt de EU net als de laat-Romeinse Republiek door een identiteitscrisis getroffen. Massa-immigratie, vergrijzing, desinteresse in politiek, demografische achteruitgang, verarming, decadentie en een dalende legitimiteit van de heersende elite kenmerken beide. Men probeert voor Europa een identiteit te creëren uit het niets, gebaseerd op universele waarden, in plaats van dit vanuit haar geschiedenis en wortels te doen, dit om de nieuwkomers niet voor het hoofd te stoten.
Volgens Engels bestaat de kans dat de EU steeds autocratischer gaat worden, net zoals de Romeinse Republiek tot het dictatoriale Romeinse Keizerrijk evolueerde. Bevragingen bij de Europese bevolking bevestigen de bereidheid van de jongeren onder haar om de democratie te laten vallen. Volgens Engels is dit een zowel onvermijdelijke als gewenste evolutie. Ofwel volgt de EU de weg die de Romeinse Republiek opging en wordt het centralistischer en minder democratisch, ofwel volgt het de weg die het klassieke Griekenland opging waarbij de Griekse stadstaten zich niet konden verenigen en vazalstaten van Rome werden.

## Ontvangst
In 2014 werd de Duitstalige versie van het boek door de Süddeutsche Zeitung en de Norddeutscher Rundfunk tot het beste non-fictieboek van september 2014 uitgeroepen.